# 第156師団 (日本軍)
第156師団（だいひゃくごじゅうろくしだん）は、大日本帝国陸軍の師団の一つ。
太平洋戦争の末期、1945年（昭和20年）1月20日に帝国陸海軍作戦計画大綱が策定された結果、本土決戦に備えるべく急造が決定した54個師団の一つであり、そのうちの第一次兵備として2月28日に編成された16個の沿岸配備師団の一つである。

## 師団概要
久留米で編成、第57軍の戦闘序列に編入された。

### 歴代師団長
- 樋口敬七郎 中将：1945年（昭和20年）4月1日 - 終戦

### 参謀長
- 高橋忠道 中佐：1945年（昭和20年）4月1日 - 終戦[1]

### 最終所属部隊
- 歩兵第453連隊（福岡）：成五一大佐
- 歩兵第454連隊（大村）：秋富勝次郎大佐
- 歩兵第455連隊（久留米）：大江一二三大佐
- 歩兵第456連隊（久留米）：古賀恒大佐
- 第156師団砲兵隊
- 第156師団速射砲隊
- 第156師団輜重隊
- 第156師団通信隊
- 第156師団兵器勤務隊
- 第156師団野戦病院